# فدریکو موچا
فدریکو موچا (ایتالیایی: Federico Moccia؛ زادهٔ ۲۰ ژوئیهٔ ۱۹۶۳) نویسنده، فیلم‌نامه‌نویس، کارگردان فیلم، و سیاستمدار اهل ایتالیا است. به دنبال اکران و موفقیت یکی از کتاب‌ها و فیلم‌های عاشقانه‌اش به نام می‌خواهمت در سال ۲۰۰۶ مردم به پونته میلویو در رم شتافتند تا قفل عشق خود را در آنجا قرار دهند.
از رمان‌های وی به سه قدم بالاتر از بهشت و فیلم‌ها یا سریال‌های تلویزیونی او می‌توان به می‌خواهمت، دانشکده و «عشق ۱۴» اشاره کرد.